# بي واي دي تانغ
بي واي دي تانج سيارة هجينة قابلة للشحن الخارجي مدمجة رياضية متعددة الاستخدامات (CUV) تعمل بالوسائط المتعددة تم تطويرها من قبل شركة بي واي دي على تصميم بي واي دي إس 6، سميت السيارة على اسم سلالة تانغ الحاكمة. تم الإعلان عن الجيل الأول للسيارة في معرض بكين للسيارات 2014، لكن بدأت عمليات البيع بالتجزئة في الصين في يونيو 2015. في حين ظهر الجيل الثاني للمرة الأولى في معرض الصين للسيارات في أبريل 2018.
تعتبر بي واي دي تانج السيارة الكهربائية الأكثر مبيعاً في الصين في عام 2016 وأكثر سيارة هجينة مدمجة مبيعا على مستوى العالم في نفس العام، كما تم اختيارها في المرتبة الثالثة في قائمة أفضل سيارات العام. تم بيع ما يقرب من 101,518 سيارة في الصين فقط منذ التأسيس حتى ديسمبر 2018.

## الجيل الأول
بي واي دي تانج سيارة كروس أوفر هجينة رياضية متعددة الاستخدامات (CUV) تعمل بالوسائط المتعددة تم تطويرها من قبل شركة بي واي دي على تصميم بي واي دي إس 6. تبلغ سعة بطاريات فوسفات حديد الليثيوم 18.4 كيلووات ساعة تكفي ما يقرب من 80 كم (50 ميل). تم تقديم السيارة للعامة للمرة الأولى في معرض بكين للسيارات 2014.

### المواصفات
يعمل محرك تانغ بمحرك احتراق داخلي بسعة 2.0 لتر يوفر قوة عزم تبلغ 151 كيلو وات (202 حصان) وعزم دوران يبلغ 320 نيوتن (240 باوند. قدم) ومحركان كهربائيان أمامي وخلفي، قدرة كلا منهما 110 كيلو وات (150 حصان) و 250 نيوتن متر (180 رطل قدم) في البدء و300 نيوتن (220 رطل قدم) في الأداء النموذجي في حين يبلغ إجمالي خرج النظام 371 كيلو وات (498 حصان) و 820 نيوتن (600 رطل قدم) في البدء و411 كيلو وات (551 حصان) و 870 نيوتن (640 رطل قدم) في الأداء النموذجي.
تستطيع السيارة التسارع من 0 إلى 100 كم/ساعة في 4.5 ثانية ومرحلة الثبات في 4.9 ثانية. يحتوي الجيل الثاني لتانج على نظام يسمح للسائقين بالتبديل بين الوضع الكهربائي الكامل (EV) والوضع الكهربائي الهجين (HEV).
تعتبر السيارة النسخة الكهربائية من بي واي دي إس 7.

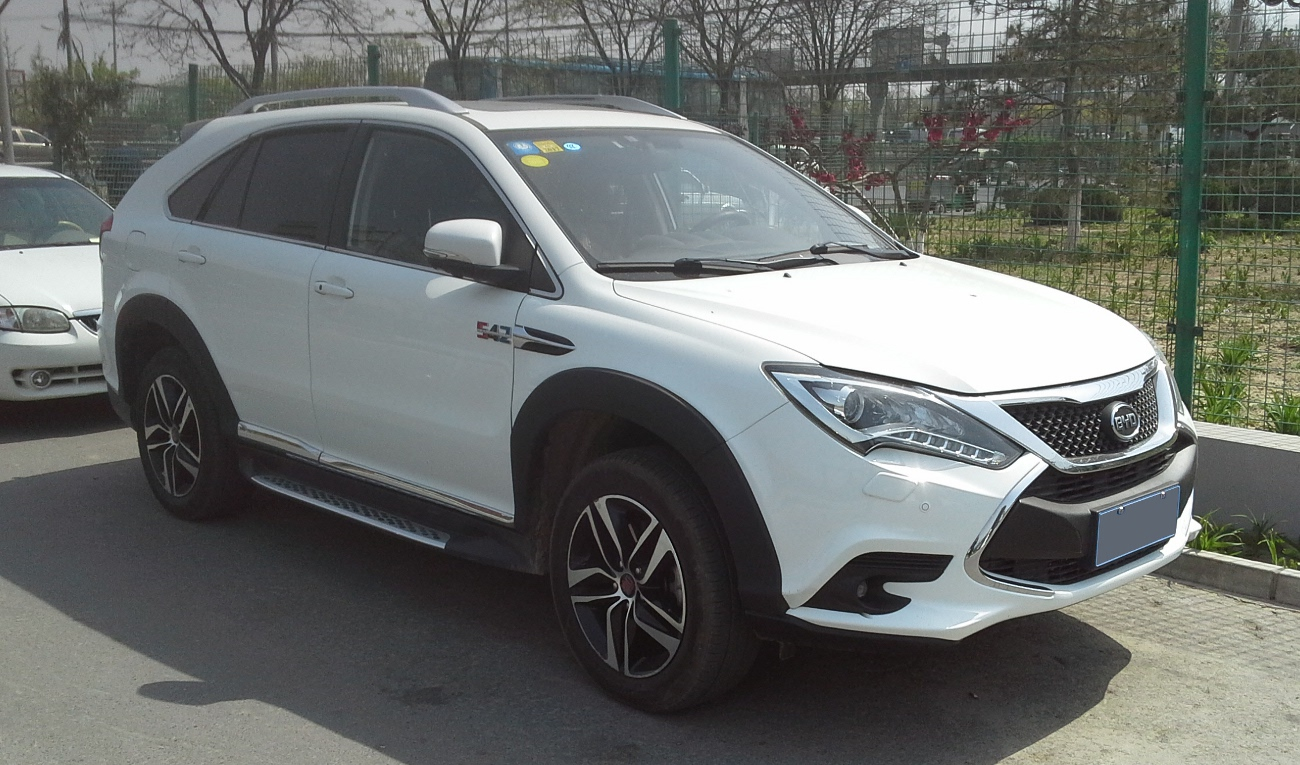
مقدمة سيارة بي واي دي تانغ.
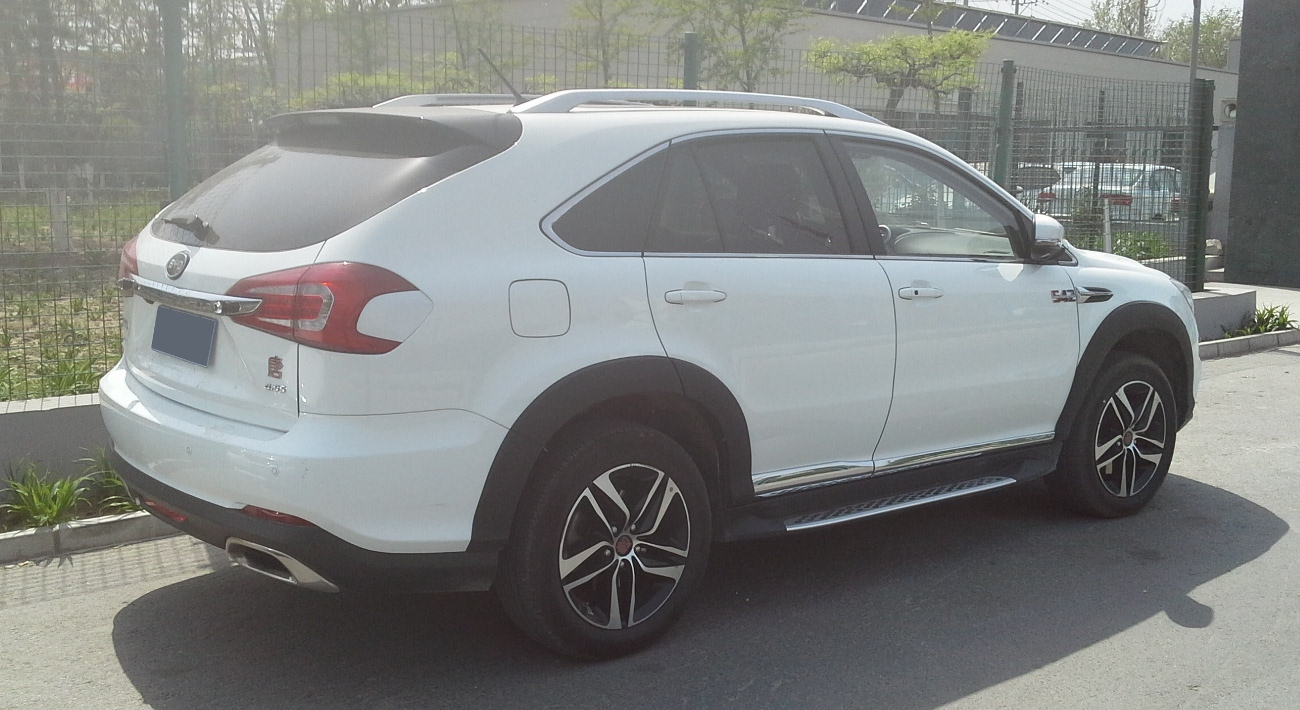
صندوق سيارة بي واي دي تانغ.

## الجيل الثاني
تم الإعلان عن بداية العمل على إصدار الجيل الثاني للسيارة بتصميم خارجي وداخلي معاد بالكامل في عام 2017. تم تقديم السيارة للعامة في معرض الصين للسيارات في أبريل 2018. يحتوي الجيل الثاني على إصدارات تعمل بالبنزين إلى جانب مميزات الجيل الأول.

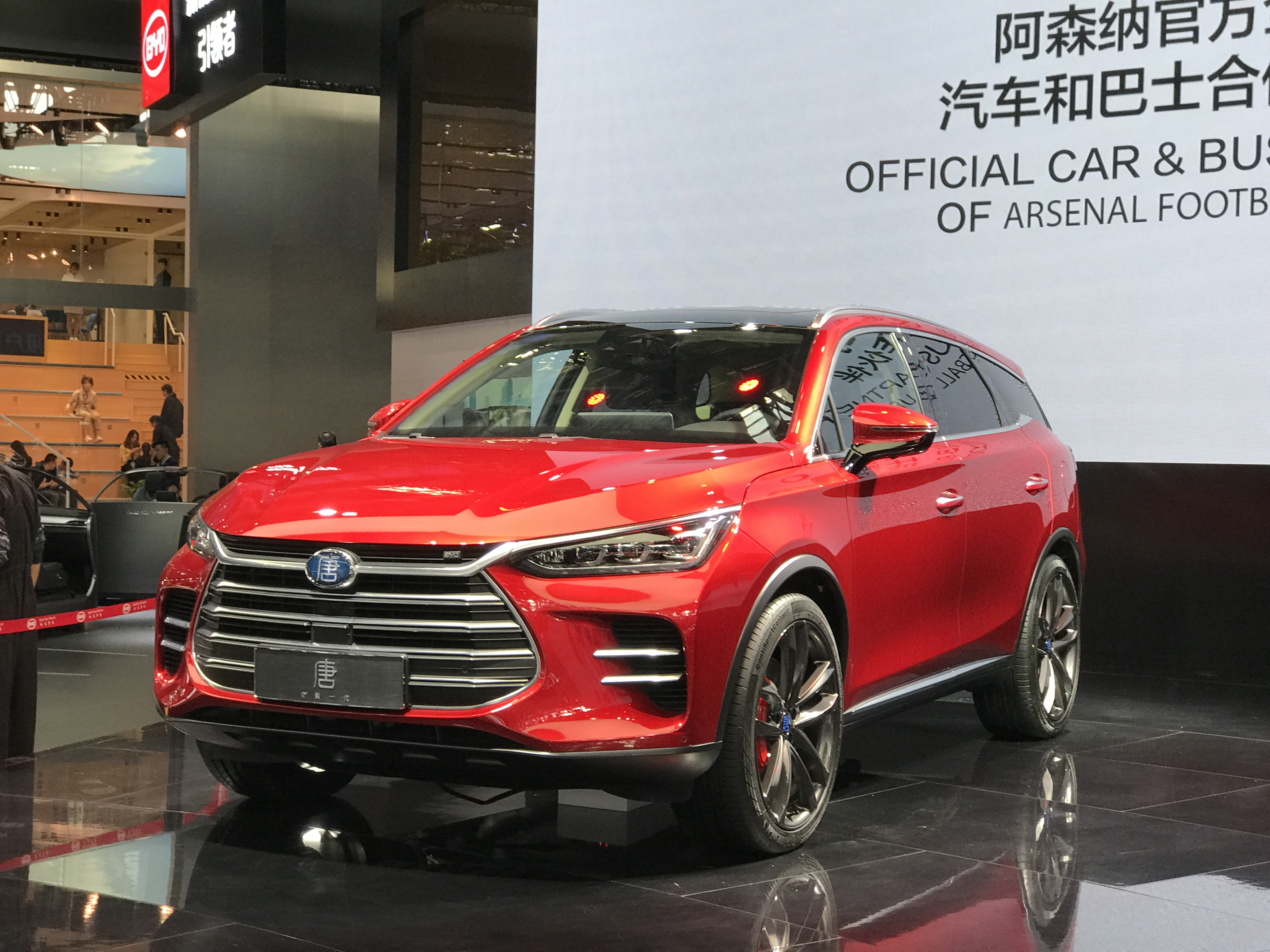
مقدمة سيارة بي واي دي الجيل الثاني
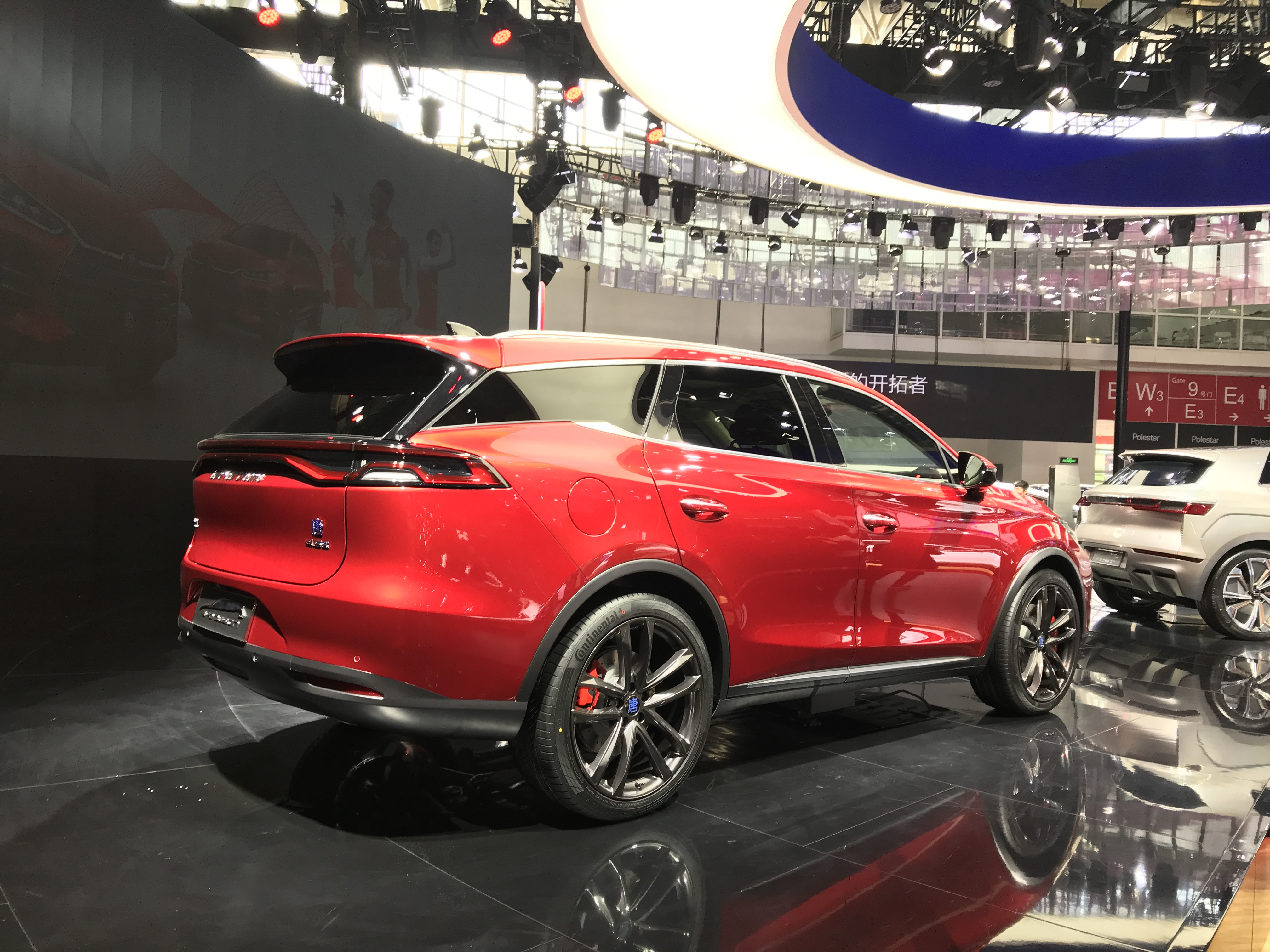
صندوق سيارة بي واي دي الجيل الثاني

## المبيعات
بدأت عمليات البيع بالتجزئة لشركة بي واي دي تانغ في الصين في يونيو 2015. يبدأ التسعير من 300,000 رنمينبي (48,000 دولار أمريكي) غير شاملة الضرائب.
بلغت مبيعات السيارة ما يقرب من 18,375 سيارة في نهاية عام 2015، 31,405 سيارة في نهاية عام 2016 لتصبح بذلك هي أكثر سيارة كهربائية مبيعا في الصين في ذلك العام وفي المركز الثالث في قائمة أكثر السيارات مبيعا على مستوى العالم بعد نيسان ليف وتيسلا موديل إس. حتى ديسمبر 2016، تم تصنيف السيارة في المركز العاشر كأكثر السيارات الكهربائية مبيعا على مستوى العالم.
بلغت مبيعات السيارة داخل الصين فقط 14,592 سيارة في عام 2017 لترتفع في عام 2018 إلى 37,146 سيارة ليصبح إجمالي المبيعات التراكمي 101,518 منذ بدأ البيع إلى نهاية ديسمبر 2018.

## وصلات خارجية
- الموقع الرسمي نسخة محفوظة 10 يناير 2022 على موقع واي باك مشين. (باللغة الصينية)
- اختبار مواصفات بي واي دي تانغ
- منافسه فيراري 458 و بي واي دي تانغ
- مواصفات بي واي دي تانغ 2019